# Pueblo de Picurís
Pueblo de Picurís (en idioma tigua: P'iwwel; en inglés: Picuris Pueblo) es un lugar designado por el censo ubicado en el condado de Taos en el estado estadounidense de Nuevo México. En el Censo de 2010 tenía una población de 68 habitantes y una densidad poblacional de 57,08 personas por kilómetro cuadrado.  Los indios pueblo pertenecen al grupo étnico de los Tiwa, un grupo indígena de América del Norte. El Pueblo de Picurís es parte de los Ocho Pueblos del Norte.

## Geografía
Pueblo de Picurís se encuentra ubicado en las coordenadas 36°12′1″N 105°43′25″O / 36.20028, -105.72361. Según la Oficina del Censo de los Estados Unidos, Pueblo de Picurís tiene una superficie total de 1.19 km², de la cual 1.18 km² corresponden a tierra firme y 0.01 km² (0.65 %) es agua.

## Historia
La aldea de los Picurís ha ocupado su ubicación actual desde el año 750 d. C. El pueblo Picurís previamente habitaba una villa actualmente conocida como Por Creek en los predios de Taos.
El explorador español Don Juan de Oñate los llamó los "pikuria", 'aquellos que pintan'.

## La tribu
Los picurís (de pikuri, "aquellos que pintan") son una tribu india de lengua tiwa (grupo de lenguas kiowa-tanoanas) y cultura pueblo que vive en Nuevo México.

## Demografía
Según el censo de 2010, había 68 personas residiendo en Pueblo de Picurís. La densidad de población era de 57,08 hab./km². De los 68 habitantes, Pueblo de Picurís estaba compuesto por el 7.35 % blancos, el 0 % eran afroamericanos, el 88.24 % eran amerindios, el 0 % eran asiáticos, el 0 % eran isleños del Pacífico, el 4.41 % eran de otras razas y el 0 % pertenecían a dos o más razas. Del total de la población el 22.06 % eran hispanos o latinos de cualquier raza.